# فوغيرا (إميليا رومانيا)
فوغيرا (بالإيطالية: Voghiera)‏ هي بلدية في مقاطعة فيرارا في إقليم إميليا رومانيا الإيطالي.

## السكان
في سنة 1861 بلغ عدد السكان 3٬139 نسمة، وتطور العدد ليصل في سنة 2011 لـ 3٬847 نسمة.
يظهر هذا المخطط البياني تطور النمو السكاني لـ فوغيرا (إميليا رومانيا)